# Endiandra lanata
Endiandra lanata är en lagerväxtart som beskrevs av Arifiani. Endiandra lanata ingår i släktet Endiandra och familjen lagerväxter. Inga underarter finns listade i Catalogue of Life.